# Тамбураши (филм из 1982)
„Тамбураши” је југословенски  и хрватски ТВ филм из 1982. године. Режирао га је Марио Фанели а сценарио  је написао Иво Штивичић.

## Улоге
| Глумац             | Улога                         |
| ------------------ | ----------------------------- |
| Раде Шербеџија     | Стипе Бабур                   |
| Борис Бузанчић     | Цвјетко Палин                 |
| Звонко Лепетић     | Ђука Шокац                    |
| Драган Миливојевић | Адвокат Фердо Плашки          |
| Перица Мартиновић  | Евица Мортон                  |
| Мартин Сагнер      | Лојза                         |
| Емил Глад          | Мата                          |
| Душко Гојић        | Јозо                          |
| Жељко Мавровић     | Мијо                          |
| Иво Сердар         |                               |
| Едо Перочевић      | Мика                          |
| Звонимир Чрнко     |                               |
| Љубо Зечевић       |                               |
| Ивица Катић        | Поручник Козловски            |
| Жарко Савић        | Труповац поручника Козловског |
| Томислав Борић     | Труповац поручника Козловског |
| Петар Бунтић       | Труповац поручника Козловског |
| Иван Криштоф       | Труповац поручника Козловског |
| Домагој Вукушић    | Труповац поручника Козловског |
| Маријан Хабазин    | Труповац поручника Козловског |
| Мирослав Квакић    | Труповац поручника Козловског |
| Данило Попржен     | Труповац поручника Козловског |
| Јурица Дијаковић   | Доктор Јандрић                |
| Јелена Груић       | Сестра Тереза                 |

Остале улоге  ▼
| Глумац              | Улога                            |
| ------------------- | -------------------------------- |
| Добрила Бисер       | Плавуша                          |
| Милан Плећаш        | Домобрански наредник Борић       |
| Дарко Цурдо         |                                  |
| Бранко Супек        | Немачки стражар у вагону         |
| Зденка Марунчић     | Конобарица у биртији             |
| Драго Митровић      | Стројовођа                       |
| Мирко Војковић      | Железничар                       |
| Круно Валентић      | Заробљени шверцер                |
| Невенка Шаин        | Заробљена шверцерка              |
| Илија Ивезић        | Жељезничар                       |
| Иво Фици            | Чича Ива, сељак који цепа дрва   |
| Драган Сучић        | Поштар                           |
| Славко Јурага       | Немачки војник                   |
| Гордан Пицуљан      | Усташа                           |
| Фрањо Јелинек       | Микула сељак са запрежним колима |
| Драго Бахун         |                                  |
| Бисерка Фатур       |                                  |
| Зоран Ћирић         | Заповедник специјалног воза      |
| Мирослав Стојановић |                                  |
| Предраг Петровић    | Немачки војник                   |
| Иван Ловричек       |                                  |
| Винко Грубишић      | Ложач у локомотиви               |